# Centallo
Centallo es una localidad y comune italiana de la provincia de Cuneo, región de Piamonte, con 6.519 habitantes.

## Historia
Enclave francés, dentro del territorio de Saboya desde 1549, fue ocupada por las tropas saboyano-españolas en 1588 durante las guerras de religión de Francia. El Tratado de Lyon (1601) legalizó su posesión saboyana.

## Evolución demográfica
| Gráfica de evolución demográfica de Centallo entre 1861 y 2001 |
|                                                                |
| Fuente ISTAT - elaboración gráfica de Wikipedia                |